# Anki Albertsson
Eva Ann-Christine "Anki" Albertsson Gröning, flicknamn: Albertsson,  född 24 mars 1968 i Rydaholm i Småland, är en svensk skådespelare och sångare.

## Biografi
Efter uppväxten i Rydaholm flyttade Albertsson som 17-åring till Bjärnum i Skåne. Där gick hon Musikteaterskolan på Markaryds folkhögskola samt var under fyra år medlem i showgruppen  "Stimulans".
1990 påbörjade Albertsson en teater- och musikalutbildning vid Balettakademien i Göteborg. Därefter har hon medverkat i olika musikaler och shower. Åren 2008–2010 var hon primadonna på nattklubben Lido i Paris och 2013–2014 leading lady på komediscenen Teatro Zinzanni i Seattle i USA.  Hon har även medverkat i c/o Segemyhr, Emma åklagare, Återkomsten och Blank päls och starka tassar.
Hon är gift med Peter Gröning sedan 1998 och har med honom två barn.

## Priser och utmärkelser
1997 tilldelades Albertsson stipendium av Riksteatern för sin roll som Val i A Chorus Line.
Hon tilldelades Guldmasken för Bästa kvinnliga birollsskådpelare i musikal 2000 för sin roll som Velma Kelly i Chicago.

## Filmografi
- 1993 – Blank päls och starka tassar
- 1997 – Emma åklagare (TV-serie)
- 1997 – Svanprinsessan och slottets hemlighet (röst som Odette)
- 1997 – Herkules (röst)
- 1998 – OP7 (TV-serie)
- 1998 – c/o Segemyhr (TV-serie) (ett avsnitt)
- 2001 – Återkomsten (TV-serie)
- 2001 – Atlantis – En försvunnen värld (röst som Helga Sinclair)
- 2005 – Herbie: Fulltankad (röst som Sally)
- 2011 – Mästerkatten (röst som Jill)
- 2012 – Röjar-Ralf (röst som sergeant Calhoun)
- 2014 – The Legend of Korra (TV-serie) (röst som Kuvira)
- 2018 – Superhjältarna 2 (röst som Evelyn Deavor)
- 2018 – Röjar-Ralf kraschar internet (röst som sergeant Calhoun)

## Teater

### Roller (ej komplett)
| År   | Roll             | Produktion | Regi                          | Teater                          |
| ---- | ---------------- | --- | ----------------------------- | ------------------------------- |
| 1993 |                  | Fame Steven Margoshes och Jacques Levy                                                                                                  | Runar Borge                   | Chinateatern                    |
| 1993 | Agnetha Fältskog | Abba – The True Story Måns Herngren och Hannes Holm                                                                                     | Mikael Hylin                  | Berns salonger                  |
| 1994 | Vargmor          | Djungelboken (Jungelboken) Arne Lindtner Naess och Svein Gundersen                                                                      | Marianne Skovli               | Folkan                          |
| 1996 | Val Clark        | A Chorus Line James Kirkwood, Nicholas Dante, Edward Kleban och Marvin Hamlisch                                                         | Thomas Ryberger               | Riksteatern/ Stora Teatern      |
| 1996 | Gloria Beatty    | Maratondansen (They Shoot Horses Don't They?) Horace McCoy                                                                              | Johan Huldt                   | Stockholms Parkteater           |
| 1998 | Audrey           | Little Shop of Horrors Alan Menken och Howard Ashman                                                                                    | Magnus Bergquist              | Östgötateatern                  |
| 1999 | Velma Kelly      | Chicago John Kander, Fred Ebb och Bob Fosse                                                                                             | Walter Bobbie Scott Faris     | Eriksbergshallen/ Oscarsteatern |
| 2001 | Philia           | En kul grej hände på väg till Forum (A Funny Thing Happened on the Way to the Forum) Stephen Sondheim, Burt Shevelove och Larry Gelbart | Staffan Aspegren              | Östgötateatern                  |
| 2002 | Luisa Carla      | Nine Maury Yeston | Vernon Mound                  | Malmö musikteater               |
| 2008 |                  | London – The Musical David Hynes, Steve Martin, Henrik Wikström, Jan Sjönneby, Chris Larner                                             | Nigel Harvey                  | Filadelfiakyrkan                |
| 2010 | Damen i sjön     | Spamalot Eric Idle och John Du Prez | Anders Albien                 | Nöjesteatern                    |
| 2011 | Hanna            | Modren Ulrika Larsson och Sissela Nutley                                                                                                | Ulrika Larsson Olle Ljungberg | Rival                           |
| 2012 |                  | Tartuffe (Tartuffe, ou l'Imposteur) Molière                                                                                             | Fredrik Hiller                | Hågelbyparken                   |
| 2016 | Kicki            | Mamma Mia! – The party Calle Norlén, Björn Ulvaeus och Roine Söderlundh                                                                 | Roine Söderlundh              | Restaurang Tyrol                |
| 2019 | Antonietta       | En alldeles särskild dag Bim Wikström och PO Nilsson                                                                                    | Annika Kofoed                 | Helsingborgs stadsteater        |
| 2019 |                  | Trassel (Out of Order) Ray Cooney | Edward af Sillén              | Krusenstiernska gården          |
| 2022 | Hanna            | Bäddat för trubbel (A Bedfull of Foreigners) Dave Freeman                                                                               | Anders Albien                 | Krusenstiernska teatern         |
| 2023 |                  | Pappor på prov (It Runs in the Family) Ray Cooney                                                                                       | Edward af Sillén              | Krusenstiernska teatern         |
| 2025 |                  | Oss swingers emellan (Whose Wives Are They Anyway?) Michael Parker                                                                      | Klas Wiljergård               | Krusenstiernska teatern         |